# François Thureau-Dangin
François Thureau-Dangin (ur. 3 stycznia 1872 w Paryżu, zm. 24 stycznia 1944 tamże) – francuski archeolog i asyrolog, jeden z pierwszych badaczy języka sumeryjskiego.
Studiował w Paryżu, pod kierunkiem Jules'a Opperta. W czasie, gdy wiedza o języku sumeryjskim była wciąż w powijakach, zajmował się badaniem początków pisma klinowego (Recherches sur l'origine de l'écriture cunéiforme, 1898). Był pierwszym, który opublikował wiele ważnych sumeryjskich inskrypcji królewskich (Les inscriptions de Sumer et d'Akkad, 1905; Les cylindres de Gudea, 1907). W 1902 roku zaczął pracować w Luwrze w Paryżu, stając się w 1908 roku jednym z jego kustoszy. Z ramienia Luwru prowadził prace wykopaliskowe na stanowiskach Arslan Tash (1928) i Tall al-Ahmar (1929-31), kontynuując jednocześnie opracowywanie i tłumaczenie sumeryjskich i akadyjskich tekstów znajdujących się w zbiorach tego muzeum. Jest autorem ważnej pracy poświęconej matematyce mezopotamskiej (Textes mathématiques babyloniens, 1938).